# Blaha Sándor
Blaha Sándor, születési nevén: Reindl Sándor Károly Benedek Rezső (Budapest, 1874. szeptember 25. – Budapest, Józsefváros, 1948. június 9.) belügyminisztériumi államtitkár, szolgabíró, Blaha Lujza fia.

## Élete
Blaha Lujza színésznő házasságon kívüli gyermekeként született. 1874. szeptember 30-án keresztelték a Pest-belvárosi római katolikus főplébánián. A születési anyakönyvi bejegyzésében az "Észrevételek" rovatban Máday Sándor országgyűlési képviselő, köz- és váltóügyved neve szerepel, aki természetes atyaként jelent meg és íratta be nevét, ezt utólag kihúzták. Más források szerint Soldos Sándor az édesapja. Blaha Sándor Budapesten járt gimnáziumban és egyetemre. 1897-től Zala vármegyénél működött, majd 1903-ban a belügyminisztériumhoz került. Előbb a vármegyei osztályon volt előadó, majd főnök. 1900. március 16-án kötött házasságot Budapesten Paál Margit Annával, Paál Viktor és Dobosfi Mária lányával, esküvői tanúja Splényi Ödön rendőrtanácsos, édesanyja harmadik férje volt. Családnevét 1910-ben "Blaha"-ra változtatta, 1925-ben elvált feleségétől. 1925. július 4-én Budapesten, a Józsefvárosban kötötte második házasságát a nála öt évvel fiatalabb Orosz Mária Magdolna Henrika Lenkével, Orosz Pál és Szkenderovits Mária lányával. 1922-ben a törvénykészítő osztály élére nevezték ki, egyúttal a közösségi osztályt is vezette. A Brüsszelben és Párizsban megrendezett nemzetközi közigazgatási kongresszusok során a magyar csoport vezetője volt. A Magyarország és Románia között a trianoni békeszerződés által elszakított területek vagyoni ügyek rendezésére vonatkozó egység végrehajtásánál választott bíróként működött közre. A párizsi tárgyalás folyamán a román választott bíróval kötött egyezsége nyomán körülbelül 3000 hold földet és 240 000 dollárt kapott a magyar állam kárpótlás címén. Az első világháborúban egészen huszárszázadosi fokozatig léptették elő. Számos kitüntetésben részesült. Második felesége, Orosz Mária 1945. november 6-án elhunyt, lányuk, Blaha Margit még 1944. november 8-án öngyilkosságot követett el. Blaha Sándor 1948. június 9-én délelőtt negyed 12 órakor hunyt el Gutenberg téri lakásában. A Fiumei úti Sírkertben nyugszik (18-3/0/0/1).